# Oasis de Dajla
El oasis de Dajla o Dajleh (en árabe egipcio:  الداخلة, El Daḵla, pronunciado [edˈdæxlæ], traducido como el oasis interior) es uno de los siete oasis del desierto occidental de Egipto . El oasis de Dajla se encuentra en la gobernación del Nuevo Valle, 350 km (220 mi.) del Nilo y entre los oasis de Farafra y Jariyá. Mide aproximadamente 80 km (50 mi) de este a oeste y 25 km (16 mi) de norte a sur.

## Historia

### Prehistoria
La historia humana de este oasis comenzó durante el Pleistoceno, cuando tribus nómadas se asentaron a veces allí, en una época en que el clima del Sahara era más húmedo y donde los humanos podían tener acceso a lagos y marismas. Pero hace unos 6.000 años, todo el Sáhara se volvió más seco, transformándose progresivamente en un desierto hiperárido (con menos de 50 mm de lluvia al año). Sin embargo, los especialistas piensan que los cazadores-recolectores nómadas comenzaron a asentarse casi permanentemente en el oasis de Dakhleh en el período del Holoceno (hace unos 12.000 años), durante nuevos, pero raros episodios de épocas más húmedas.
De hecho, el clima más seco no significó que hubiera más agua que hoy en lo que ahora se conoce como el Desierto Occidental. El sur del desierto líbico tiene el suministro de agua subterránea más importante del mundo a través del acuífero nubio, y los primeros habitantes del Oasis de Dajla tenían acceso a fuentes de agua superficial. En el tercer milenio a. C. vivía aquí la gente probablemente nómada de la cultura Sheikh Muftah.

### Período faraónico
Los primeros contactos entre el poder faraónico y los oasis comenzaron alrededor del 2550 a. C.
A finales de la Dinastía VI, la escritura hierática solía grabarse en tabletas de arcilla con un lápiz, similar a la escritura cuneiforme. Se han descubierto unas quinientas tablillas de este tipo en el palacio del gobernador en Ayn Asil (Balat) en el oasis de Dajla. En el momento en que se fabricaron las tablillas, Dajla se encontraba lejos de los centros de producción de papiro. Estas tabletas registran inventarios, listas de nombres, cuentas y aproximadamente cincuenta letras.

### Deir el-Hagar
Deir el-Agar es un templo romano de piedra arenisca en el borde occidental del oasis de Dajla, a unos 10 km de Qasr ad-Dachla. En la época faraónica se conocía como lugar de descanso o Set-whe. El templo fue erigido durante el reinado del emperador romano Nerón y decorado durante la época de Vespasiano, Tito y Domiciano . El templo estaba dedicado a la tríada tebana, compuesta por Amón-Ra, Mut y Jonsu, así como a Seth, la principal deidad de la región.

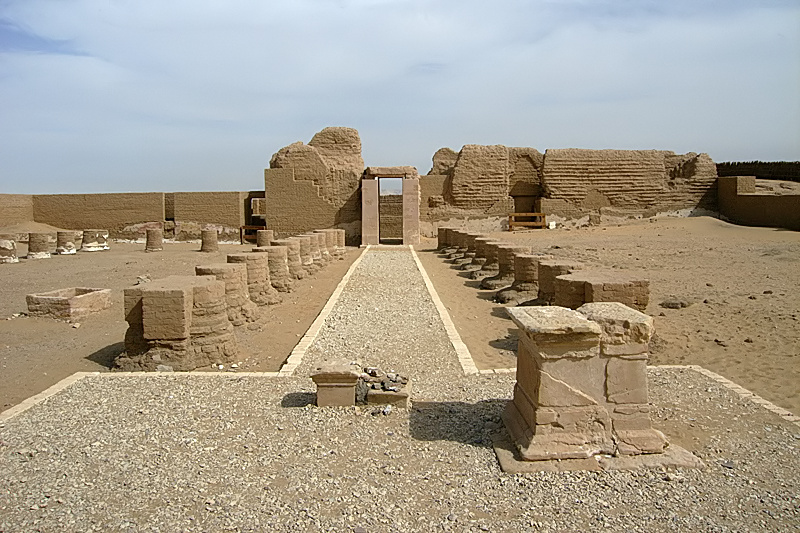
Puerta del templo
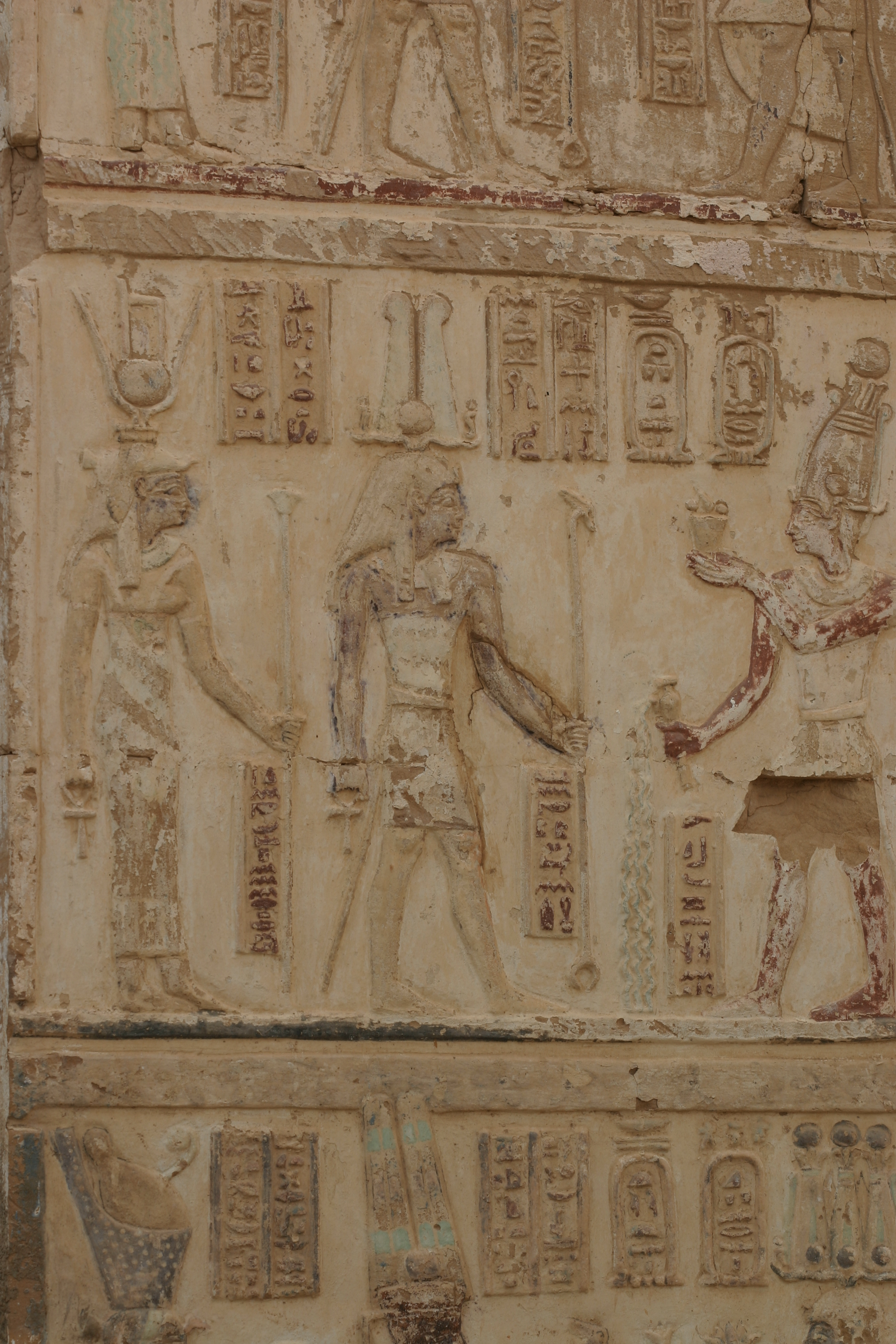
Emperador romano como faraón haciendo ofrendas a Isis y Osiris
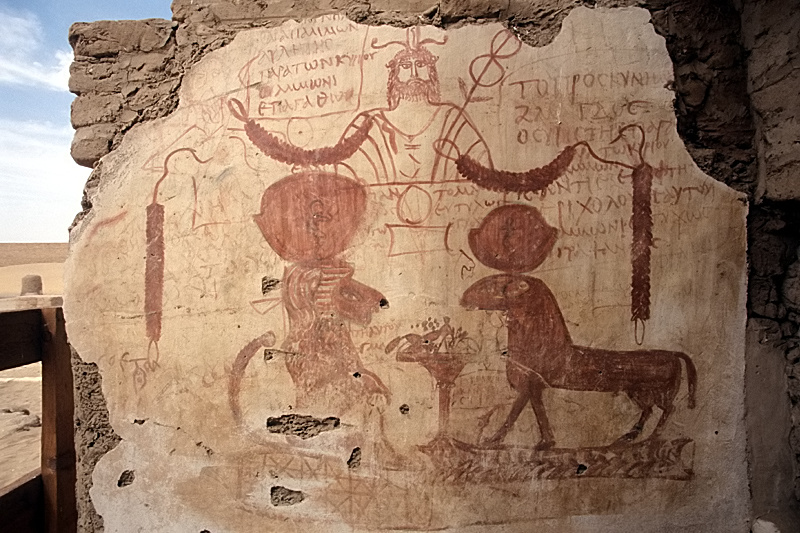
Graffiti de Sarapammon con ram y babuino

### Qasr ad-Dachla
La ciudad islámica fortificada de Qasr ad-Dachla o el-Qasr (en árabe : قصر الداخلة, la Fortaleza) fue construida en el siglo XII sobre los restos de una fortaleza romana en el noroeste del oasis de Dajla por los reyes ayubíes. Muchos de los edificios otomanos y mamelucos de adobe de hasta cuatro pisos contienen bloques de piedra con jeroglíficos del antiguo templo de Thot en el cercano sitio de Amheida. El minarete de tres pisos y 21 metros de altura está fechado en 924 d. C.

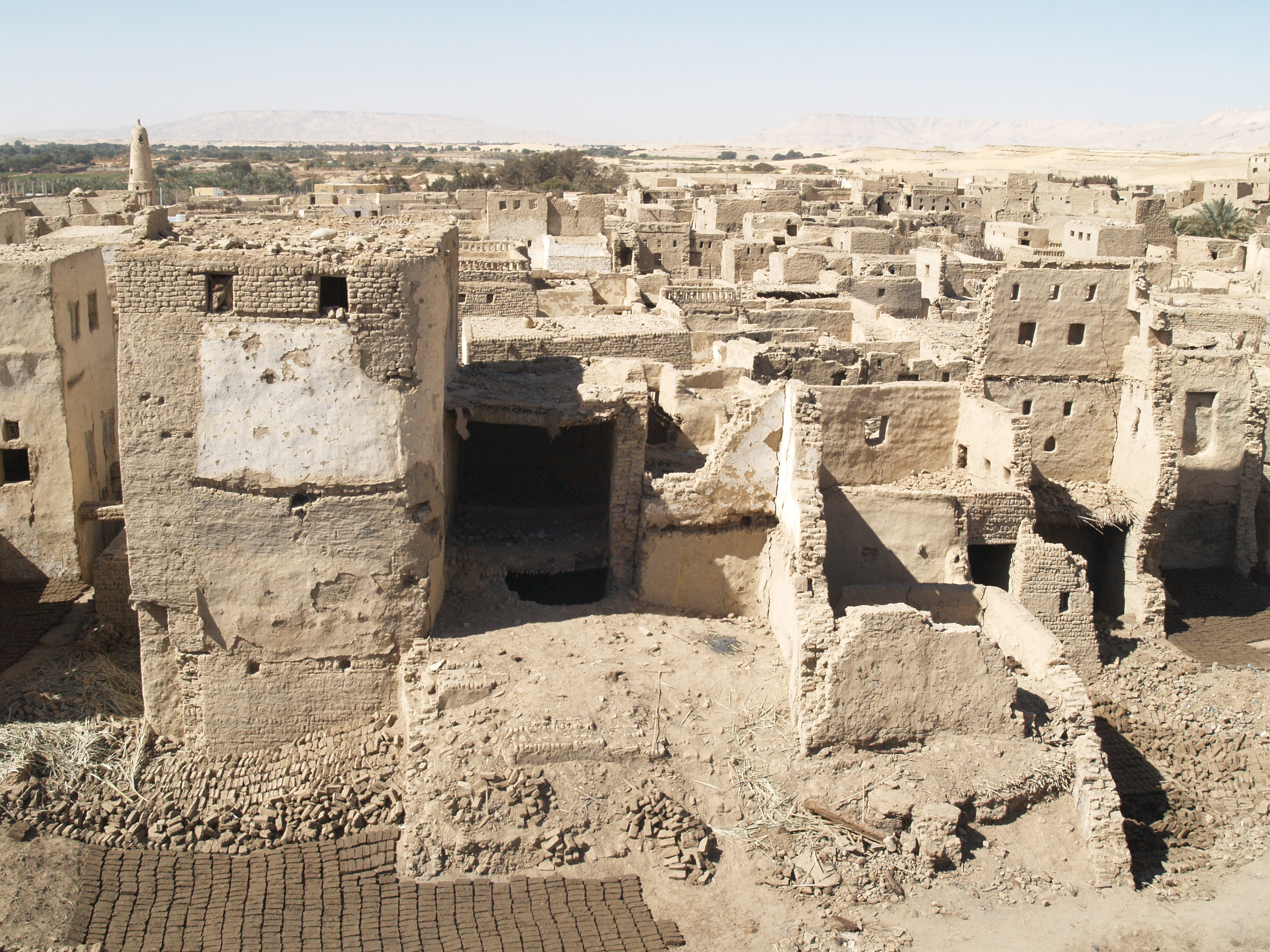
Vista general de Qasr el-Dakhla
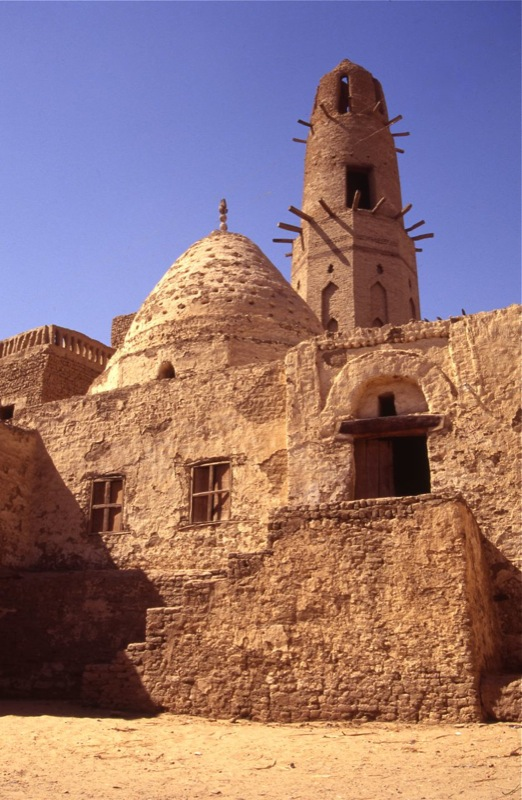
Minarete abuyí
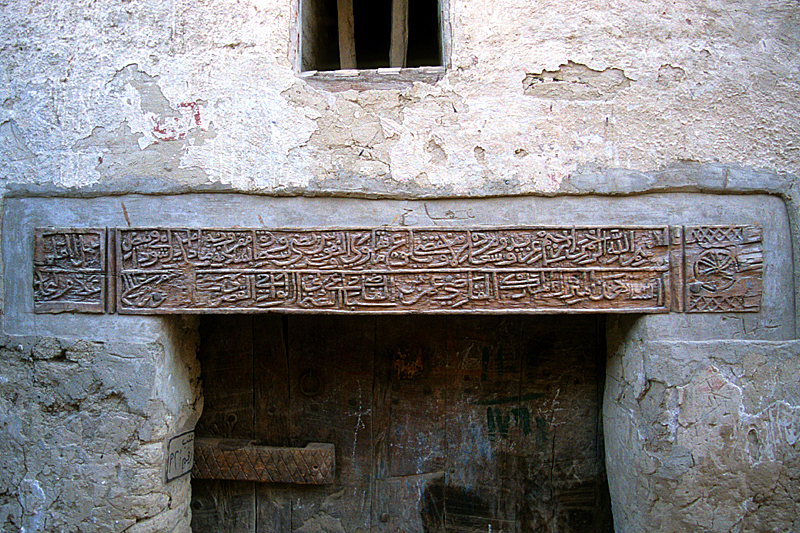
Dintel en Qasr el-Dakhla
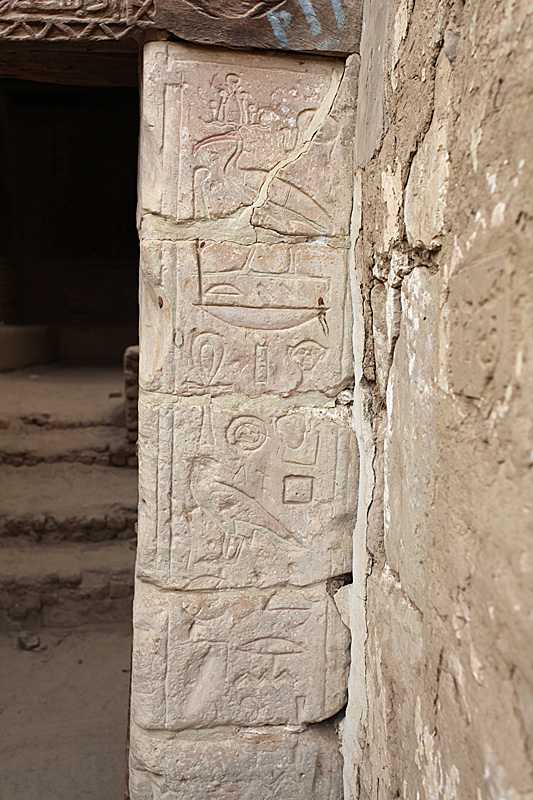
Inscripciones jeroglíficas
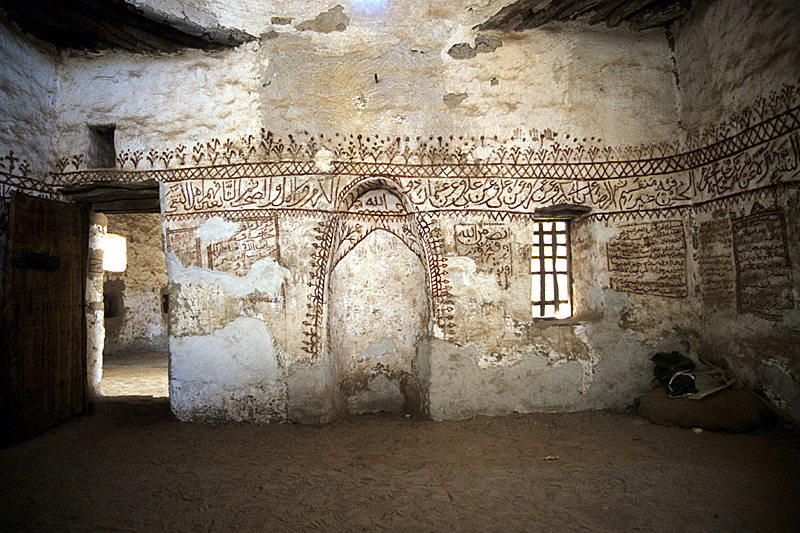
Dentro de la mezquita Nasr el-Din

### Después de 1800
Sir Archibald Edmonstone visitó el oasis de Dajla en el año 1819. Fue sucedido por varios otros viajeros tempranos, pero no fue hasta 1908 que el primer egiptólogo, Herbert Winlock, visitó el oasis de Dajla y observó sus monumentos de una manera sistemática. En la década de 1950, comenzaron los estudios detallados, primero por Ahmed Fakhry, y a fines de la década de 1970, una expedición del Institut Français d'Archéologie Orientale y el Dajla Oasis Project comenzaron cada uno estudios detallados en el oasis.

## Geografía
El oasis consta de varias comunidades, a lo largo de una serie de suboasis. Los principales asentamientos son Mut (más completamente Mut el-Kharab y antiguamente llamado Mothis), El-Masara, Al-Qasr, junto con varias aldeas más pequeñas.